# Joost Volmer
Joost Volmer (Enschede, 7 maart 1974) is een Nederlands oud-profvoetballer, hij speelde onder meer bij De Graafschap en MVV Maastricht.

## Loopbaan
Volmer debuteerde in het seizoen 1993/94 voor FC Twente uit zijn geboortestad Enschede. Eerder kwam de centrale verdediger uit voor HSC '21 uit Haaksbergen. Bij aanvang van het seizoen 1995/96 werd hij door de club uitgeleend aan Helmond Sport, maar nog voor de winterstop weer teruggehaald. Na afloop van dat seizoen vertrok Volmer bij FC Twente, waar hij in totaal dertien wedstrijden speelde. Na vervolgens een seizoen voor VVV te hebben gespeeld verkaste hij in 1997 naar MVV, alwaar hij twee seizoenen in de verdediging zou spelen. Na drie seizoenen bij Fortuna Sittard en één seizoen bij AZ, vertrok Volmer naar het Engelse West Bromwich Albion, waar hij één seizoen speelde en promoveerde naar de premier league. Hij keerde daarna weer terug naar FC Den Bosch en kwam in 2005 bij De Graafschap terecht, alwaar hij nog een contract heeft tot de zomer van 2010.
Op 28 november 2009 werd bekend dat Volmer per 1 januari 2010 zijn contract bij De Graafschap liet ontbinden door een zware knieblessure en dat hij stopte met professioneel voetbal.
Na zijn actieve carrière stortte Volmer zich op zijn maatschappelijke loopbaan. Na eerder werkzaam te zijn geweest bij Stichting Ciran en Negen. is Volmer nu werkzaam als Zorg Manager bij Podotherapie Hermanns. Van januari 2012 tot eind 2014 was hij actief als scout voor oud-werkgever West Bromwich Albion uit Engeland. Volmer woont in Meijel.

## Profstatistieken
| Seizoen | Club                 | Land      | Competitie     | Wed. | Goals |
| ------- | -------------------- | --------- | -------------- | ---- | ----- |
| 1993/94 | FC Twente            | Nederland | Eredivisie     | 1    | 0     |
| 1994/95 | FC Twente            | Nederland | Eredivisie     | 8    | 0     |
| 1995/96 | → Helmond Sport      | Nederland | Eerste divisie | 11   | 1     |
| 1995/96 | FC Twente            | Nederland | Eredivisie     | 4    | 1     |
| 1996/97 | VVV                  | Nederland | Eerste divisie | 30   | 5     |
| 1997/98 | MVV                  | Nederland | Eredivisie     | 32   | 2     |
| 1998/99 | MVV                  | Nederland | Eredivisie     | 32   | 1     |
| 1999/00 | Fortuna Sittard      | Nederland | Eredivisie     | 32   | 4     |
| 2000/01 | Fortuna Sittard      | Nederland | Eredivisie     | 31   | 3     |
| 2001/02 | Fortuna Sittard      | Nederland | Eredivisie     | 23   | 2     |
| 2002/03 | AZ                   | Nederland | Eredivisie     | 4    | 0     |
| 2003/04 | West Bromwich Albion | Engeland  | First Division | 15   | 0     |
| 2004/05 | FC Den Bosch         | Nederland | Eredivisie     | 13   | 1     |
| 2005/06 | De Graafschap        | Nederland | Eerste divisie | 38   | 0     |
| 2006/07 | De Graafschap        | Nederland | Eerste divisie | 35   | 3     |
| 2007/08 | De Graafschap        | Nederland | Eredivisie     | 12   | 0     |
| 2008/09 | De Graafschap        | Nederland | Eredivisie     | 26   | 0     |
| 2009/10 | De Graafschap        | Nederland | Eerste divisie | 0    | 0     |
| Totaal  | Totaal               | Totaal    | Totaal         | 347  | 23    |